# ملیحه نیکجومند
ملیحه نیکجومند با نام هنری شیده رحمانی (زاده ۲۲ اردیبهشت ۱۳۱۱– درگذشته ۱۷ تیر ۱۳۹۵) بازیگر تئاتر، سینما و تلویزیون در ایران بود. سوگند رحمانی (بازیگر سینما) فرزند وی است. وی فعال حقوق زنان و از معترضان به اجباری شدن حجاب در ایران پس از انقلاب ۱۳۵۷ بود.

## زندگی
وی در روز ۲۲ اردیبهشت سال ۱۳۱۱ در شهر همدان به دنیا آمد.

## فعالیت در حوزهٔ زنان

ملیحه نیکجومند در تظاهرات علیه حجاب اجباری، اسفند ۱۳۵۷

ملیحه نیکجومند بر روی سقف مینی بوس در تظاهرات علیه حجاب اجباری، اسفند ۱۳۵۷

ملیحه نیکجومند که با نام هنری شیده رحمانی شناخته می‌شد در روزهای آغازین پس از انقلاب که زمزمه‌هایی مبنی بر اجباری شدن حجاب برای زنان درگرفته بود، علیه این اجبار به اعتراض پرداخت و در تظاهرات‌های علیه اجباری شدن حجاب مشارکت فعالانه‌ای داشت. در تظاهراتی که در خیابان مشتاق تهران در نزدیکی دانشگاه تهران علیه حجاب اجباری و دیگر محدودیت‌ها برای زنان درگرفته بود، تصویری از وی در حال جدال و بحث با یک روحانی شیعهٔ طرفدار اجباری شدن حجاب برداشته شد که سبب شهرت بیشتر وی به عنوان یک مخالف حجاب اجباری و طرفدار حقوق زنان شد. برخی از مطبوعات وی را «ژاندارک تهران» و «ژاندارک خیابان مشتاق» نامیدند.
وی بعدها در مصاحبه‌ای دربارهٔ عکس معروفی که وی را بالای یک مینی‌بوس در حال تشویق مردم به اعتراض علیه حجاب اجباری نشان می‌داد، گفته بود:
«آن روز، دقیقاً یادم نمی‌آید کی بود اما، می‌دانم که تظاهرات، نزدیک دانشگاه تهران برپا شد. ما در خیابان مشتاق زندگی می‌کردیم و نزدیک دانشگاه تهران بودیم. از چند روز قبلش اراذل و اوباش ریخته بودند در خیابان‌ها و شعار «یا روسری، یا توسری» سر می‌دادند. پونز توی پیشانی دختران جوان می‌کوبیدند. هنوز حجاب قانونی و اجباری نشده بود اما، درگیری بود میان زنان و چماقداران. من حافظه‌ام خوب کار نمی‌کند. مثل پاها و چشم‌هایم از کار افتاده. یادم نمی‌آید روی مینی‌بوس چه می‌گفتم.»
شیده رحمانی بعدها در فیلم‌هایی که پس از انقلاب بازی کرد حجاب به سر داشت، اما همواره تأکید می‌کرد که اگر انتخاب با وی بود قطعاً از حجاب استفاده نمی‌کرد.

## فعالیت‌ها
- فعالیت در تئاتر سپاهان زیر نظر محمد علی رجایی (۱۳۳۱)
- فعالیت در دوبله فیلم (۱۳۳۷)
- شروع فعالیت در تلویزیون با بازی در سریال آلاخون والاخون (۱۳۴۶)

## درگذشت

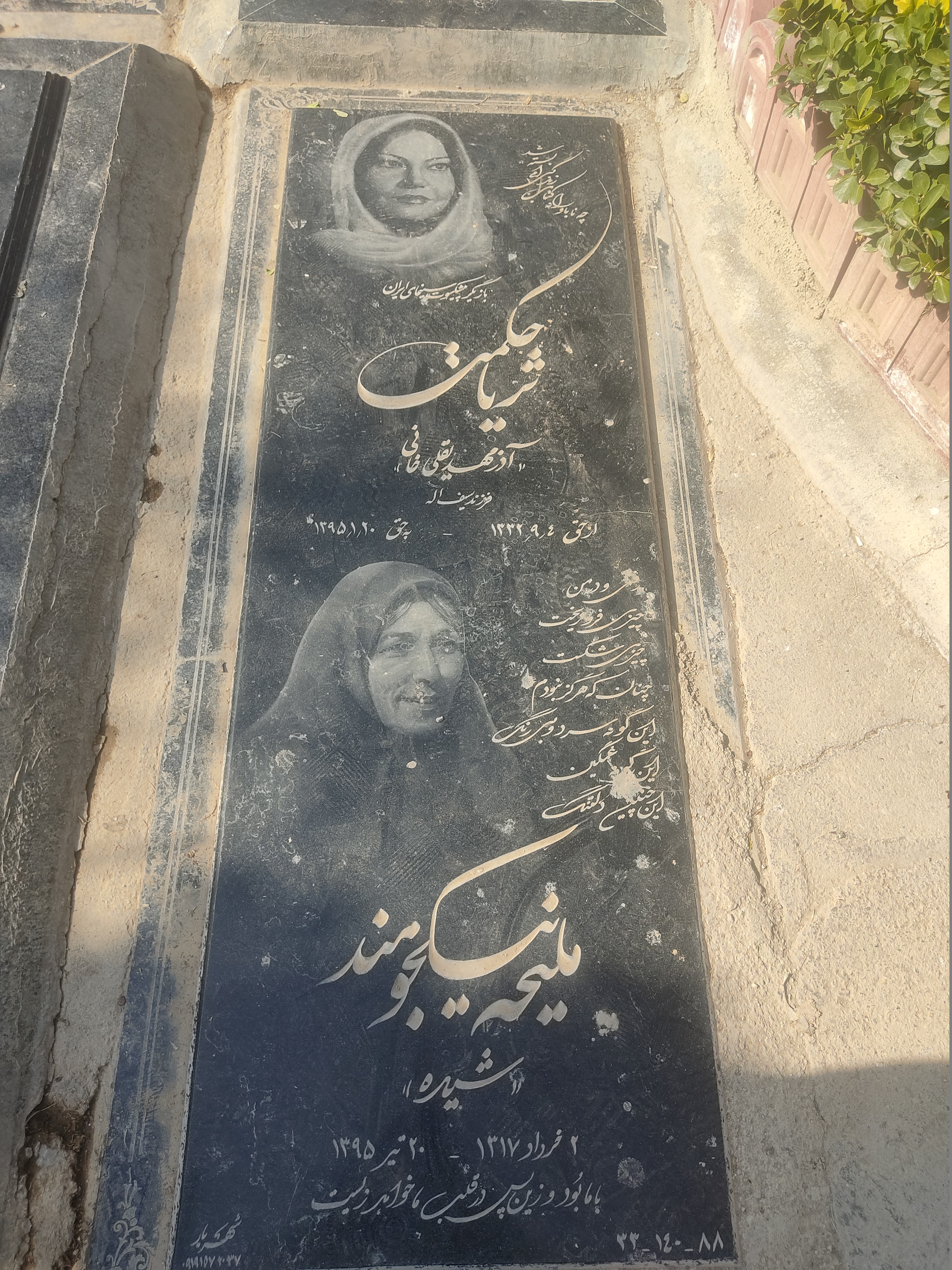
قبر ملیحه نیکجومند در قطعه هنرمندان بهشت زهرا

چند روز پیش از مرگش بر اثر زمین‌خوردن دچار ضربه مغزی شده بود و در بخش آی.سی. یو بستری شده بود و حافظه خود را هم از دست داده بود. وی سرانجام روز پنجشنبه ۱۷ تیر ۱۳۹۵ در سن ۸۴ سالگی درگذشت.
همچنین پیکر وی در ۲۰ تیر ۱۳۹۵ در قطعه هنرمندان بهشت زهرا تشییع شد. در مراسم تشییع وی هنرمندانی چون مهتاب کرامتی، پرستو صالحی، حدیث فولادوند، علی دهکردی، بهروز شعیبی، امیر نوری، پیام دهکردی و آرش مجیدی و نیز دیگر دوستداران وی حضور داشتند.

## نمایش‌ها
خسیس، همسایه‌ها، هملت، واد نگ، علی قلی از فرنگ آمد، ربا خوار، کلک باز، نا نا، مرگ پیله ور، مرد عوضی، دختر شکلات فروش، عشق پیری، باغ آلبالو، شیرین و فرهاد، اسکناس پنج دلاری، فال گیر، رمال باشی، طبیب اجباری، هزار و یک شب، زن همسایه و حاجی نزول خوار، عمه ماری، آیینه شکسته و موش و گربه.

## فیلم‌شناسی

### تلویزیونی
- تله‌فیلم «بیا می‌بخشیم»
- طفلان مسلم (۱۳۸۹، مجتبی یاسینی)
- زیر هشت (۱۳۸۹، سیروس مقدم)
- آشپزباشی (۱۳۸۸–۱۳۸۹، محمدرضا هنرمند)
- رستگاران (۱۳۸۷، سیروس مقدم)
- جمعه دوازده و چهل و پنج دقیقه (۱۳۸۷، سعید ابراهیمی‌فر)
- نردبام آسمان (۱۳۸۶، محمدحسین لطیفی)
- ایستگاه (۱۳۷۸، عزیزاله ارجونی)
- سرزمین ملائک (۱۳۷۵، علی غفاری)
- یحیی و گلابتون (۱۳۷۵، اصغر آبگون)
- این خانه دور است (۱۳۷۰–پخش:۱۳۷۴، مسعود رسام و بیژن بیرنگ)
- ریشه در خاک (۱۳۶۵، مجید بهشتی)
- سایه همسایه (۱۳۶۴–۱۳۶۵، اسماعیل خلج)
- بوعلی سینا (۱۳۶۴، کیهان رهگذار)
- طالب (۱۳۶۳، عبدالرضا اکبری)
- سربداران (۱۳۶۰–۱۳۶۲، محمدعلی نجفی)
- نهضت سوادآموزی (۱۳۶۰، محمد اوزی)
- میان پرده ببخشید (۱۳۵۵، سیروس قهرمانی)
- آقای مربوطه (۱۳۵۴-۱۳۵۷، بهزاد اشتیاقی)
- سال‌های بی‌پناهی (۱۳۵۲، شاهرخ ذوالریاستین)
- زیر بازارچه (۱۳۵۲، محسن هرندی)
- وقتیکه دژخیم می‌گرید (۱۳۵۱، سهراب اخوان)
- پهلوانان (۱۳۴۸)
- خانه قمرخانم (۱۳۴۷–۱۳۵۰)
- سرکار استوار (۱۳۴۶–۱۳۴۹، پرویز کاردان، منصور پورمند و پرویز صیاد)
- آلاخون‌والاخون (۱۳۴۶، مصطفی گل‌آور و محمدعلی کشاورز)

### سینمایی
1. گهواره‌ای برای مادر (۱۳۹۱)
2. حوالی اتوبان (۱۳۸۷)[۹]
3. آب (۱۳۸۰)
4. پاییز بلند (۱۳۷۲)
5. مسافر غریب (یوسف جمادی ۱۳۷۲)
6. افسانه مه‌پلنگ (محمدعلی سجادی ۱۳۷۰)
7. برخورد (سیروس الوند ۱۳۷۰)
8. به خاطر همه چیز (رجب محمدین ۱۳۶۹)
9. شب دهم (جمال شورجه ۱۳۶۸)
10. هی جو (منوچهر عسگری نسب ۱۳۶۷)
11. بهار در پاییز (مهدی فخیم‌زاده ۱۳۶۶)
12. طلسم (داریوش فرهنگ ۱۳۶۵)
13. مأموریت (حسین زند باف ۱۳۶۵)
14. آن سوی مه (منوچهر عسگری نسب ۱۳۶۴)
15. مادیان (علی ژکان ۱۳۶۴)
16. آوار (سیروس الوند ۱۳۶۳)  با نام شیده
17. مردی که زیاد می‌دانست (یدالله صمدی ۱۳۶۳)
18. فرار (جمشید حیدری ۱۳۶۳)
19. فیلم تلویزیونی دردسر عروسی (حفاظی ۱۳۵۳)
20. شازده احتجاب (بهمن فرمان آرا ۱۳۵۳)
21. شرور (ناصر محمدی ۱۳۵۲)
22. شیر تو شیر (منصور پورمند ۱۳۵۱)
23. خانه قمر خانم (بهمن فرمان‌آرا ۱۳۵۱)
24. سوغات اصفهان (محسن هرندی ۱۳۴۹)